# Saajit Badat
Saajit Badat, né le 28 mars 1979 à Gloucester (Royaume-Uni), est un terroriste islamiste repenti.

## Biographie
Il est issu d'une famille originaire du Malawi. Il a acheté un billet Manchester-Amsterdam d'où il devait prendre un vol vers les États-Unis le 22 décembre 2001, le même jour que Richard Reid avec des explosifs dissimulés dans ses chaussures. Il a finalement renoncé et décidé de garder la bombe chez lui, la mèche et le détonateur séparés de la matière explosive. 
Sa surveillance par le service de contre-espionnage britannique, le MI5, amène une perquisition le 27 novembre 2003, au cours de laquelle les explosifs sont découverts. Arrêté, Saajit Badat a plaidé coupable à son procès qui s'est ouvert en mars 2005. Il a été condamné à 13 ans d'emprisonnement le 22 avril 2005. Il sort de prison en 2010 après avoir accepté de collaborer avec la police. Il est témoin à charge lors du procès d'Abou Hamza al Masri en 2014.